# Hymenomima mediorasa
Hymenomima mediorasa är en fjärilsart som beskrevs av Paul Dognin 1909. Hymenomima mediorasa ingår i släktet Hymenomima och familjen mätare. Inga underarter finns listade i Catalogue of Life.